# Fampoux
Fampoux – miejscowość i gmina we Francji, w regionie Hauts-de-France, w departamencie Pas-de-Calais.
Według danych na rok 1990 gminę zamieszkiwało 1016 osób, a gęstość zaludnienia wynosiła 118 osób/km² (wśród 1549 gmin regionu Nord-Pas-de-Calais Fampoux plasuje się na 557. miejscu pod względem liczby ludności, natomiast pod względem powierzchni na miejscu 410.).